# Plesiopliopithecus priensis
Plesiopliopithecus priensis es una especie extinta de primate catarrino descubierta en Francia, procedente de finales del Mioceno hace unos 9,5 millones de años. Fue descrita por Welcomme et al., en 1991, es la especie más grande y reciente del género.